# Lista de prêmios e indicações recebidos por TLC
Esta é uma lista de prêmios e indicações recebidos pelo TLC.

## American Music Awards
O American Music Awards é uma premiação musical que acontece anualmente, o premio foi criado por Dick Clark em 1973.
| Ano  | Nomeação      | Categoria                                         | Resultado | Referência |
| ---- | ------------- | ------------------------------------------------- | --------- | ---------- |
| 1993 | TLC           | Favorite Pop/Rock New Artist                      | Indicado  | [ 1 ]      |
| 1993 | TLC           | Favorite Rap/Hip-Hop New Artist                   | Indicado  | [ 1 ]      |
| 1993 | TLC           | Favorite Rap/Hip-Hop Artist                       | Indicado  | [ 1 ]      |
| 1996 | CrazySexyCool | Favorite Soul/R&B Album                           | Indicado  | [ 2 ]      |
| 1996 | TLC           | Favorite Soul/R&B Band, Duo or Group              | Indicado  | [ 2 ]      |
| 1996 | TLC           | Favorite Artist of the Year                       | Indicado  | [ 2 ]      |
| 2000 | TLC           | Favorite Band, Duo or Group – Soul/Rhythm & Blues | Venceu    | [ 3 ]      |

## Blockbuster Awards
| Ano  | Nomeação | Categoria          | Resultado |
| ---- | -------- | ------------------ | --------- |
| 2000 | TLC      | Favorite R&B Group | Venceu    |

## Brit Awards
| Ano  | Nomeação | Categoria           | Resultado |
| ---- | -------- | ------------------- | --------- |
| 1996 | TLC      | International Group | Indicado  |
| 2000 | TLC      | International Group | Venceu    |

## Billboard Music Awards
As cerimônias dos prêmios da Billboard acontecem anualmente para homenagear os artistas da indústria musical.
| Ano  | Nomeação | Categoria              | Resultado |
| ---- | -------- | ---------------------- | --------- |
| 1996 | TLC      | Artist of the Year     | Venceu    |
| 1996 | TLC      | R&B Artist of the Year | Venceu    |
| 1996 | "Creep"  | R&B Single of the Year | Venceu    |
| 1999 | TLC      | Artist of the Year     | Indicado  |
| 1999 | TLC      | Top Duo/Group          | Indicado  |

## Grammy Award
O Grammy Awards é considerado o prêmio mais importante da indústria musical internacional, que acontece anualmente pela National Academy of Recording Arts and Sciences.
| Ano  | Nomeação              | Categoria                                                                                         | Resultado |
| ---- | --------------------- | ------------------------------------------------------------------------------------------------- | --------- |
| 1993 | "Ain't 2 Proud 2 Beg" | Best R&B Song *(Escrito por: Dallas Austin, Lisa Lopes)                                           | Indicado  |
| 1996 | CrazySexyCool         | Best R&B Album                                                                                    | Venceu    |
| 1996 | "Creep"               | Best R&B Performance by a Duo or Group with Vocal                                                 | Venceu    |
| 1996 | "Creep"               | Best R&B Song *(Escrito por: Dallas Austin)                                                       | Indicado  |
| 1996 | "Red Light Special"   | Best R&B Song *(Escrito por: Babyface)                                                            | Indicado  |
| 1996 | "Waterfalls"          | Record of the Year                                                                                | Indicado  |
| 1996 | "Waterfalls"          | Best Pop Performance by a Duo or Group with Vocal                                                 | Indicado  |
| 2000 | FanMail               | Album of the Year                                                                                 | Indicado  |
| 2000 | FanMail               | Best R&B Album                                                                                    | Venceu    |
| 2000 | "No Scrubs"           | Record of the Year                                                                                | Indicado  |
| 2000 | "No Scrubs"           | Best R&B Performance by a Duo or Group with Vocal                                                 | Venceu    |
| 2000 | "No Scrubs"           | Best R&B Song *(Escrito por: Kevin "She'kspere" Briggs, Kandi Burruss, Tameka Cottle, Lisa Lopes) | Venceu    |
| 2000 | "Unpretty"            | Song Of The Year *(Escrito por: Dallas Austin, Tionne Watkins)                                    | Indicado  |
| 2000 | "Unpretty"            | Best Pop Performance by a Duo or Group with Vocal                                                 | Indicado  |
| 2000 | "Unpretty"            | Best Short Form Music Video (Dirigido por: Paul Hunter)                                           | Indicado  |
| 2003 | "Girl Talk"           | Best R&B Performance by a Duo or Group with Vocal                                                 | Indicado  |
| 2004 | "Hands Up"            | Best R&B Performance by a Duo or Group with Vocal                                                 | Indicado  |

## Nickelodeon Kids' Choice Awards
| Ano  | Nomeação            | Categoria                    | Resultado |
| ---- | ------------------- | ---------------------------- | --------- |
| 1993 | TLC                 | Favorite Female Singer/Group | Indicado  |
| 1993 | Ain't 2 Proud 2 Beg | Favorite Song                | Indicado  |
| 1996 | TLC                 | Favorite Group               | Venceu    |
| 1996 | Waterfalls          | Favorite Song                | Indicado  |
| 1999 | TLC                 | Favorite Group               | Indicado  |
| 2000 | TLC                 | Favorite Group               | Venceu    |

## MTV Europe Music Awards
| Ano  | Nomeação         | Categoria  | Resultado |
| ---- | ---------------- | ---------- | --------- |
| 1995 | "Waterfalls"     | Best Song  | Indicado  |
| 1996 | "Diggin' On You" | MTV Amour  | Indicado  |
| 1999 | TLC              | Best Group | Indicado  |
| 1999 | TLC              | Best R&B   | Indicado  |
| 1999 | "No Scrubs"      | Best Song  | Indicado  |

## MTV Japão
| Ano  | Nomeação | Categoria    | Resultado |
| ---- | -------- | ------------ | --------- |
| 2013 | TLC      | Legend Award | Venceu    |

## MTV Video Music Awards
| Ano  | Nomeação     | Categoria            | Resultado |
| ---- | ------------ | -------------------- | --------- |
| 1995 | "Waterfalls" | Video of the Year    | Venceu    |
| 1995 | "Waterfalls" | Best Group Video     | Venceu    |
| 1995 | "Waterfalls" | Best R&B Video       | Venceu    |
| 1995 | "Waterfalls" | Viewer's Choice      | Venceu    |
| 1995 | "Waterfalls" | Best Special Effects | Indicado  |
| 1995 | "Waterfalls" | Best Editing         | Indicado  |
| 1995 | "Waterfalls" | Best Direction       | Indicado  |
| 1995 | "Waterfalls" | Best Cinematography  | Indicado  |
| 1995 | "Waterfalls" | Best Art Direction   | Indicado  |
| 1995 | "Waterfalls" | Breakthrough Video   | Indicado  |
| 1999 | "No Scrubs"  | Best Group Video     | Venceu    |
| 1999 | "No Scrubs"  | Viewer's Choice      | Indicado  |
| 1999 | "No Scrubs"  | Best Hip Hop Video   | Indicado  |
| 1999 | "No Scrubs"  | Best Editing         | Indicado  |
| 1999 | "No Scrubs"  | Best Direction       | Indicado  |
| 1999 | "No Scrubs"  | Best Art Direction   | Indicado  |

## MuchMusic Video Awards
| Ano  | Nomeação | Categoria              | Resultado |
| ---- | -------- | ---------------------- | --------- |
| 1999 | TLC      | Favorite International | Indicado  |

## Teen Choice Awards
| Ano  | Nomeação | Categoria           | Resultado |
| ---- | -------- | ------------------- | --------- |
| 1999 | TLC      | Choice Music: Group | Venceu    |
| 1999 | FanMail  | Choice Music: Album | Indicado  |

## VH1 Fashion Awards
| Ano  | Nomeação  | Categoria          | Resultado |
| ---- | --------- | ------------------ | --------- |
| 1995 | Creep     | Most Stylish Video | Indicado  |
| 1999 | No Scrubs | Most Stylish Video | Venceu    |
| 1999 | TLC       | Most Stylish Group | Indicado  |

## Vogue Awards
| Ano  | Nomeação  | Categoria                | Resultado |
| ---- | --------- | ------------------------ | --------- |
| 1995 | TLC       | Most Stylish Band        | Venceu    |
| 1999 | No Scrubs | Most Stylish Women Video | Indicado  |

## NAACP Image Awards
O NAACP Image Awards é um prêmio realizado desde 1970 pela National Association for the Advancement of Colored People, para homenagear os artistas negros mais influentes do ano no cinema, televisão e música.
| Ano  | Nomeação     | Categoria                | Resultado |
| ---- | ------------ | ------------------------ | --------- |
| 1993 | TLC          | Outstanding New Artist   | Indicado  |
| 1996 | TLC          | Outstanding Duo or Group | Indicado  |
| 1996 | "Waterfalls" | Outstanding Music Video  | Venceu    |
| 2000 | TLC          | Outstanding Duo or Group | Indicado  |
| 2000 | No Scrubs    | Outstanding Music Video  | Indicado  |
| 2000 | Unpretty     | Outstanding Music Video  | Indicado  |
| 2003 | TLC          | Outstanding Duo or Group | Indicado  |

## Soul Train Lady of Soul Awards
O Soul Train Music Awards é uma premiação anual que homenageia o melhor da música e entretenimento afro-americanos. TLC ganhou cinco prêmios de nove indicações.
| Ano  | Nomeação                     | Categoria                                 | Resultado |
| ---- | ---------------------------- | ----------------------------------------- | --------- |
| 1993 | Ooooooohhh... On the TLC Tip | Best R&B/Soul Album – Group, Band, or Duo | Indicado  |
| 1996 | CrazySexyCool                | Best R&B/Soul Album – Group, Band or Duo  | Venceu    |
| 1996 | "Waterfalls"                 | Best R&B/Soul Single – Group, Band or Duo | Venceu    |
| 1996 | "Waterfalls"                 | Best R&B/Soul or Rap Music Video          | Venceu    |
| 1996 | "Waterfalls"                 | Best R&B/Soul or Rap Song of the Year     | Indicado  |
| 2000 | FanMail                      | Best R&B/Soul Album – Group, Band or Duo  | Venceu    |
| 2000 | FanMail                      | Best R&B/Soul Album of the Year           | Indicado  |
| 2000 | "No Scrubs"                  | Best R&B/Soul Single – Group, Band or Duo | Venceu    |
| 2003 | "Girl Talk"                  | Best R&B/Soul Single – Group, Band or Duo | Indicado  |

## MOBO Awards
O MOBO Awards significa "Music of Black Origin" e foi criado em 1996 por Kanya King e Andy Ruffell. A mostra do prêmio MOBO é realizada anualmente no Reino Unido para reconhecer artistas de qualquer etnia ou nacionalidade que tocam música negra. Em 2009, a cerimônia de premiação foi realizada pela primeira vez em Glasgow. Antes disso, foi realizado em Londres. Em 2011, a cerimônia retornou pela segunda vez à Escócia. Os prêmios foram transferidos para Leeds em 2015.
| Ano  | Nomeação     | Categoria                                | Resultado |
| ---- | ------------ | ---------------------------------------- | --------- |
| 1996 | "Waterfalls" | Best R&B/Soul Album – Group, Band or Duo | Indicado  |
| 1999 | No Scrubs    | Best Video                               | Venceu    |
| 2012 | TLC          | Contribution to Music                    | Venceu    |

## Spotify Award
| Ano  | Nomeação   | Categoria                            | Resultado |
| ---- | ---------- | ------------------------------------ | --------- |
| 2015 | No Scrubs  | Spotify Award para 100,00,00 streams | Venceu    |
| 2017 | Waterfalls | Spotify award para 100,00,00 streams | Venceu    |

## Vevo Award
| Ano  | Nomeação  | Categoria                                      | Resultado |
| ---- | --------- | ---------------------------------------------- | --------- |
| 2009 | No Scrubs | Prêmio por 100.000,00 visualizações no YouTube | Venceu    |

| Ano  | Nomeação | Categoria                                        | Resultado |
| ---- | -------- | ------------------------------------------------ | --------- |
| 2013 | TLCVEVO  | Prêmio para mais de 20 mil inscritos no YouTube  | Venceu    |
| 2017 | TLCVEVO  | Prêmio para mais de 100 mil inscritos no YouTube | Venceu    |
| 2018 | TLCVEVO  | Prêmio por mais de 500 mil inscritos no YouTube  | Venceu    |